# Steve Holley
Stephen Jeffrey Holley , angleški bobnar, studijski glasbenik, * 1954, London, Združeno kraljestvo.
Steve Holley je angleški bobnar. Od avgusta 1978 do 1981 je bil član skupine Wings.

## Zgodnja leta
Njegov oče, Jeffrey, je vodil swingovski orkester, njegova mati, Irene, pa je bila pevka. Na začetku se je Holley začel učiti klavir, ko pa je bil star 12 let je postal bobnar.

## Kariera
Kot studijski glasbenik je v svoji karieri igral in snemal s številnimi slavnimi imeni kot so: Paul McCartney, Elton John, Kiki Dee, G. T. Moore & The Reggae Guitars, Joe Cocker, Ian Hunter, Julian Lennon, Dar Williams, Ben E. King in Chuck Berry. Leta 1978, po snemanju Johnovega hit singla »Ego«, je v Stainesu, v pivnici srečal Dennyja Laineja, ki ga je povabil v skupino Wings.

## Diskografija

### Solo album
The Reluctant Dog (2003)

### Ostalo
- Paul Brett - Phoenix Future (1975)
- Kiki Dee - Kiki Dee (1977)
- Arthur Brown - Chisholm In My Bosom (1977)
- G.T. Moore & Shusha - People Of The Wind (1977)
- Elton John - A Single Man (1978)
- Wings - Back to the Egg (1979)
- Gilbert O'Sullivan - Off Centre (1980)
- Kiki Dee - Perfect Timing (1981)
- Various - Concerts for the People of Kampuchea (1981)
- Elton John - Jump Up! (1982)
- Mickey Jupp - Some People Can't Dance (1982)
- Gary Brooker - Lead Me To The Water (1982)
- Elton John - Buenos Tiempos (1982)
- Martin Briley - Dangerous Moments (1984)
- Julian Lennon - Valotte (1984)
- Tommy Shaw - Girls With Guns (1984)
- King Henry's Consort - King Henry's Consort Play 16th Century Pop (1984)
- Tommy Shaw - Live In Japan (1986)
- Karen Kamon - Voices (1987)
- Reckless Sleepers - Big Boss Sounds (1988)
- Elton John - To Be Continued... (1990)
- Joe Cocker - Joe Cocker Live (1990)
- Joe Cocker - Night Calls (1991)
- Willie Nile - Hard Times In America (1992)
- The Waterboys - Dream Harder (1993)
- E.J. Waters - E.J. Waters (1996)
- Mike Scott - Love Anyway (1997)
- Living Loud - Welcome (1997)
- Ian McDonald - Drivers Eyes (1999)
- Various - A Tribute To Muddy Waters - King Of The Blues (1999)
- Birth - Gotten Bold (2000)
- Birth - Found A Way Out (2000)
- Bruce Henderson - Beyond The Pale (2000)
- The Marbles - Fallin' Overground (2000)
- The Marbles - So Far Away (2000)
- Joe Lynn Turner - Slam (2001)
- Joe Lynn Turner - Challenge Them All (2001)
- Denny Laine - Blue Nights (2001)
- Ian Hunter - Rant (2002)
- Joe Louis Walker - In The Morning (2002)
- Various - The Blues White Album (2002)
- Mason Casey - Deep Blue Dream (2003)
- Richard Müller - Monogamný Vzťah (2004)
- Dar Williams - My Better Self (2005)
- Dar Williams - Out There Live (2006)
- John Oates - Solo: The Album / The Concert (2006)
- Robert Hazard - Troubadour (2007)
- Ian Hunter - Shrunken Heads (2007)
- Popa Chubby - Deliveries After Dark (2008)
- Ian Hunter - Man Overboard (2009)
- Jim Keller - Sunshine In My Pocket (2010)
- David Leonard - The Quickening (2011)
- Ian Hunter & The Rant Band - When I'm President (2012)
- Jeff Slate - Birds Of Paradox (2012)
- Jeff Slate - Imposters & Attractions: Music Inspired By Elvis Costello (2013)
- Tommy Shaw - Girls With Guns / What If (2013)